# Lidíadas de Megalópolis
Lidíadas de Megalópolis  transcrito como Lydìades, (Megalópolis, siglo III a. C. - Leuctra, 227 a. C.) fue un tirano de la Antigua Grecia, político y militar y, posteriormente, strategos de la Liga Aquea en tres ocasiones:  234 - 233 a. C., 232-231|229 a. C. y 230 a 229 a. C.

## Biografía
Ciudadano de Megalópolis de orígenes desconocidos, se distinguió como político hasta que se erigió en tirano de la ciudad, probablemente alrededor de 244 a. C.
En 234 a. C., unos diez años después de asumir el poder absoluto, renunció voluntariamente la tiranía, al unirse su ciudad a la Liga Aquea, de la que fue tres veces strategos, rivalizando con Arato de Sición en el mando y en prestigio.
Al comienzo de la Guerra de Cleómenes (228-222 a. C.), luchó por la Liga contra Esparta. Encontró la muerte en la batalla de Ladocea contra el ejército de Cleómenes III, rey de Esparta.
Plutarco testifica que los aqueos, en ese momento comandados por Arato, en un principio tenían ventaja sobre los espartanos, gracias a una salida de la caballería, dirigida por Lidíadas. Sin embargo, cuando este último comenzó a retirarse, Arato ordenó a sus hombres que se abstuvieran de perseguirlos, pero Lidíadas, impaciente bajo las órdenes de su superior (el cargo de strategos era realmente desempeñado ese año por su rival), desobedeció sus órdenes y persiguió al enemigo junto con sus soldados. Los megalopolitanos se dispesaron debido a lo accidentado del terreno y Lidíadas fue rodeado y asesinado por los mercenarios de Cleómenes. Animado por este éxito, los espartanos se defendieron y derrotaron al ejército aqueo.
El rey de Esparta, después de concluir una tregua con Arato, envió el cadáver de Lidíadas a Megalópolis, vestido con un manto de púrpura y una corona en la cabeza, en señal de respeto por su adversario.